# Smiljan Radic
Smiljan Radic Clarke (Santiago de Chile, 21 de junho de 1965) é um arquitecto chileno.

## Biografia
Smiljan Radic nasceu em Santiago, como filho do Smiljan Radic Piraíno e Cora María Clarke Ramírez.
Em 1989 obteve o título de arquitecto pela Escola de Arquitectura da Pontifícia Universidade Católica de Chile. Entre 1990 e 1992, cursó estudos de Estética no Istitutto Universitário dei Archittetura de Venezia, Itália. Dois anos mais tarde ganhou o concurso internacional Platía Eleftería, em Iraklio, Creta, e associou-se com Nicolas Skutelis e Flavio Zanon para seu desenvolvimento e construção.
Em 2000, ele ganhou o concurso para o bairro cívico em Concepción, Chile. Um ano depois, recebeu o prêmio de melhor arquiteto chileno com menos de 35 anos do Colégio de Arquitetos do Chile.
En 2005 ganhou a licitação pública para o restaurante Mestizo no Parque Bicentenario pela Câmara Municipal de Vitacura, em Santiago.
Em 2014, foi convidado a projetar o 14° Serpentine Gallery Pavilion e esteve entre os sete arquitetos internacionais selecionados para construir pontos de ônibus na cidade austríaca de Krumbach.

## Projectos destacados
- Concurso Público Internacional de Anteprojectos Torre Antena Santiago (Santiago, Chile)
- Restaurant Mestizo (Santiago, Chile)
- Teatro Biobío (Concepção, Chile)
- Casa de cobre 2 (Talca, Chile)
- Casa chilena 1 e 2 (Rancagua, Chile)
- Casa Pite (Papudo, Chile)
- Adega Vinha Vik  2014 (Millahue, Chile)
- Pavilhão 2014 da Serpentine Gallery (Londres, Inglaterra)
- Nave, 2015 (Santiago, Chile)